# Persone di cognome Jordan
| Questa pagina contiene informazioni ricavate automaticamente dalle voci biografiche con l'ausilio del template Bio e di un bot. L'aggiornamento è periodico e automatico e ricostruisce completamente la pagina. Se manca una persona in questa lista, sei pregato di non aggiungerla, ma accertati piuttosto che la sua voce biografica contenga il template Bio e che i dati anagrafici siano correttamente compilati. Se il template Bio manca, inseriscilo tu stesso o, in alternativa, metti l'avviso {{tmp\|Bio}} che ne segnala la mancanza. Se i dati riportati sono sbagliati, correggi direttamente la voce biografica; le modifiche saranno visibili in questa lista entro pochi giorni. Per chiarimenti vedi il progetto antroponimi. La lista contiene solo le 113 persone che sono citate nell'enciclopedia e per le quali è stato implementato correttamente il template Bio. Pagina aggiornata al 7 giu 2025. |

Questa è una lista di persone presenti nell'enciclopedia che hanno il cognome Jordan, suddivise per attività principale.

## Allenatori di calcio(1)
- Joe Jordan, allenatore di calcio e ex calciatore scozzese (Carluke, n. 1951)

## Arcieri(1)
- Guillermo Jordan, arciere boliviano (n. 1971)

## Artisti(1)
- Olaf Jordan, artista svedese (Děčín, n. 1902 - Linköping, † 1968)

## Attori(9)
- Gerard Jordan, attore britannico (Belfast)
- Jim Jordan, attore statunitense (Peoria, n. 1896 - Beverly Hills, † 1988)
- Jeremy Jordan, attore e cantante statunitense (Corpus Christi, n. 1984)
- Leslie Jordan, attore, drammaturgo e cantante statunitense (Chattanooga, n. 1955 - Los Angeles, † 2022)
- Michael B. Jordan, attore, regista e produttore cinematografico statunitense (Santa Ana, n. 1987)
- Montana Jordan, attore statunitense (Longview, n. 2003)
- Richard Jordan, attore statunitense (New York, n. 1937 - Los Angeles, † 1993)
- Bobby Jordan, attore statunitense (Harrison, n. 1923 - Los Angeles, † 1965)
- Sid Jordan, attore statunitense (Muskogee, n. 1889 - Hemet, † 1970)

## Attrici(4)
- Dorothy Jordan, attrice statunitense (Clarksville, n. 1906 - Los Angeles, † 1988)
- Lydia Grace Jordan, attrice statunitense (New York, n. 1994)
- Norma Jordan, attrice e cantante statunitense (Norfolk, n. 1949)
- Sharon Jordan, attrice statunitense (Fontana, n. 1960)

## Attrici pornografiche(2)
- Alex Jordan, attrice pornografica statunitense (Los Angeles, n. 1963 - Marina del Rey, † 1995)
- Jana Jordan, ex attrice pornografica statunitense (San Antonio, n. 1986)

## Attrici teatrali(1)
- Dorothea Jordan, attrice teatrale inglese (Waterford, n. 1761 - Saint-Cloud, † 1816)

## Avvocate(1)
- Barbara Jordan, avvocata e politica statunitense (Houston, n. 1936 - Austin, † 1996)

## Batteristi(1)
- Steve Jordan, batterista, compositore e produttore discografico statunitense (New York, n. 1957)

## Beatmaker(1)
- DJ Pooh, beatmaker, rapper e produttore discografico statunitense (Los Angeles, n. 1969)

## Biatleti(1)
- Lino Jordan, biatleta italiano (Saint-Rhémy-en-Bosses, n. 1944 - Étroubles, † 2023)

## Botanici(1)
- Claude Thomas Alexis Jordan, botanico francese (Lione, n. 1814 - Lione, † 1897)

## Calciatori(8)
- Auguste Jordan, calciatore e allenatore di calcio austriaco (Linz, n. 1909 - Château-Thierry, † 1990)
- Bryan Jordan, ex calciatore statunitense (Pasadena, n. 1985)
- Clarrie Jordan, calciatore inglese (South Kirkby, n. 1922 - Doncaster, † 1992)
- Ernst Jordan, calciatore tedesco (n. 1883 - † 1948)
- Liam Jordan, calciatore sudafricano (Durban, n. 1998)
- Marko Jordan, calciatore croato (Zara, n. 1990)
- Matt Jordan, ex calciatore statunitense (Aurora, n. 1975)
- William Jordan, calciatore inglese (Bromley, n. 1921 - Cambridge, † 2016)

## Calciatrici(1)
- Adrienne Jordan, calciatrice statunitense (Colorado Springs, n. 1994)

## Canottieri(1)
- William Jordan, canottiere statunitense (Cleveland, n. 1898 - † 1968)

## Cantanti(5)
- Alexis Jordan, cantante statunitense (Columbia, n. 1992)
- Jeremy Jordan, cantante e attore statunitense (Hammond, n. 1973)
- Kirk Jordan, cantante statunitense (n. 1946)
- Snail Mail, cantante statunitense (Ellicott City, n. 1999)
- Sass Jordan, cantante canadese (Birmingham, n. 1962)

## Cantautori(1)
- Montell Jordan, cantautore e produttore discografico statunitense (Los Angeles, n. 1968)

## Cestiste(1)
- Eckie Jordan, cestista statunitense (Pelzer, n. 1925 - Anderson, † 2017)

## Cestisti(12)
- John Jordan, cestista statunitense (Houston, n. 1992)
- Mike Jordan, ex cestista e allenatore di pallacanestro statunitense (Filadelfia, n. 1977)
- Reggie Jordan, ex cestista e allenatore di pallacanestro statunitense (Chicago, n. 1968)
- Adonis Jordan, ex cestista statunitense (Brooklyn, n. 1970)
- Antoine Jordan, ex cestista statunitense (Baltimora, n. 1983)
- Charles Jordan, cestista statunitense (Indianapolis, n. 1954 - Indianapolis, † 2023)
- Eddie Jordan, ex cestista e allenatore di pallacanestro statunitense (Washington, n. 1955)
- Jared Jordan, ex cestista statunitense (Hartford, n. 1984)
- Jerome Jordan, cestista giamaicano (Kingston, n. 1986)
- LaVall Jordan, ex cestista e allenatore di pallacanestro statunitense (Albion, n. 1979)
- Thomas Jordan, ex cestista statunitense (Baltimora, n. 1968)
- Walter Jordan, ex cestista statunitense (Perry, n. 1956)

## Chitarristi(2)
- Ronny Jordan, chitarrista e compositore britannico (Londra, n. 1962 - † 2014)
- Stanley Jordan, chitarrista statunitense (Chicago, n. 1959)

## Conduttrici televisive(1)
- Claudia Jordan, conduttrice televisiva e conduttrice radiofonica statunitense (Providence, n. 1973)

## Crickettisti(1)
- Timothée Jordan, crickettista britannico (Chantilly, n. 1865)

## Designer(1)
- Chuck Jordan, designer statunitense (Whittier, n. 1927 - California, † 2010)

## Direttori d'orchestra(1)
- Philippe Jordan, direttore d'orchestra e pianista svizzero (Zurigo, n. 1974)

## Entomologi(1)
- Heinrich Ernst Karl Jordan, entomologo tedesco (n. 1861 - † 1959)

## Filologi(1)
- Heinrich Jordan, filologo classico tedesco (Berlino, n. 1833 - Königsberg i. Pr., † 1886)

## Fisici(1)
- Pascual Jordan, fisico e matematico tedesco (Hannover, n. 1902 - Amburgo, † 1980)

## Fumettisti(1)
- Sydney Jordan, fumettista britannico (Dundee, n. 1928)

## Generali(1)
- Hans Jordan, generale tedesco (Scheuern, n. 1892 - Monaco di Baviera, † 1975)

## Giocatori di football americano(9)
- Brandon Jordan, ex giocatore di football americano e allenatore di football americano statunitense (New Orleans)
- Brevin Jordan, giocatore di football americano statunitense (Las Vegas, n. 2000)
- Cameron Jordan, giocatore di football americano statunitense (Chandler, n. 1989)
- Devontae Jordan, giocatore di football americano statunitense (Bassett)
- Dion Jordan, giocatore di football americano statunitense (Chandler, n. 1990)
- Henry Jordan, giocatore di football americano statunitense (Emporia, n. 1935 - Milwaukee, † 1977)
- LaMont Jordan, ex giocatore di football americano statunitense (Forestville, n. 1978)
- Lee Roy Jordan, ex giocatore di football americano statunitense (Excel, n. 1941)
- Michael Jordan, giocatore di football americano statunitense (Cincinnati, n. 1998)

## Imprenditori(4)
- Eddie Jordan, imprenditore, dirigente sportivo e pilota automobilistico irlandese (Dublino, n. 1948 - Città del Capo, † 2025)
- Edward Stanlaw Jordan, imprenditore statunitense (Merrill, n. 1882 - New York, † 1958)
- Michael Jordan, imprenditore, ex cestista e ex giocatore di baseball statunitense (New York, n. 1963)
- Simon Jordan, imprenditore inglese (Thornton Heath, n. 1967)

## Infermiere(1)
- Louisa Jordan, infermiera scozzese (Glasgow, n. 1878 - Kragujevac, † 1915)

## Matematici(1)
- Camille Jordan, matematico francese (Lione, n. 1838 - Parigi, † 1922)

## Militari(1)
- Augustin Jordan, militare e ambasciatore francese (Parigi, n. 1910 - Saint-Léger-sous-Beuvray, † 2004)

## Naturalisti(1)
- David Starr Jordan, naturalista statunitense (Gainesville, n. 1851 - Stanford, † 1931)

## Nuotatori(2)
- Frank Jordan, nuotatore e pallanuotista australiano (n. 1932 - † 2012)
- Zane Jordan, nuotatore zambiano (Mufulira, n. 1991)

## Pallavoliste(1)
- Jenelle Jordan, pallavolista statunitense (Houston, n. 1995)

## Pastori protestanti(1)
- James B. Jordan, pastore protestante e teologo statunitense (Athens, n. 1949)

## Pianisti(1)
- Duke Jordan, pianista e compositore statunitense (New York, n. 1922 - Valby, Danimarca, † 2006)

## Poeti(1)
- Ademar Jordan, poeta e compositore francese

## Politiche(2)
- Christina Jordan, politica britannica (Johor Bahru, n. 1962)
- Romana Jordan Cizelj, politica e fisica slovena (Celje, n. 1966)

## Politici(3)
- Colin Jordan, politico inglese (Birmingham, n. 1923 - Pateley Bridge, † 2009)
- Frank Jordan, politico statunitense (San Francisco, n. 1935)
- Jim Jordan, politico statunitense (Urbana, n. 1964)

## Presbiteri(1)
- Johann Baptist Jordan, presbitero tedesco (Gurtweil, n. 1848 - Tafers, † 1918)

## Rapper(1)
- Scarface, rapper statunitense (Houston, n. 1970)

## Registi(4)
- Glenn Jordan, regista televisivo statunitense (San Antonio, n. 1936)
- Gregor Jordan, regista, sceneggiatore e produttore televisivo australiano (Sale, n. 1966)
- Jules Jordan, regista, manager e ex attore pornografico statunitense (Harrisburg, n. 1972)
- Neil Jordan, regista, sceneggiatore e produttore cinematografico irlandese (Sligo, n. 1950)

## Rugbisti a 15(1)
- Will Jordan, rugbista a 15 neozelandese (Christchurch, n. 1998)

## Sassofonisti(2)
- Clifford Jordan, sassofonista statunitense (Chicago, n. 1931 - Manhattan, † 1993)
- Louis Jordan, sassofonista, polistrumentista e cantante statunitense (Brinkley, n. 1908 - Los Angeles, † 1975)

## Sciatori alpini(2)
- Asher Jordan, sciatore alpino canadese (n. 1999)
- Tait Jordan, ex sciatore alpino canadese (n. 2002)

## Sciatrici alpine(1)
- Barbara Jordan, sciatrice alpina austriaca

## Scienziati(1)
- Wilhelm Jordan, scienziato tedesco (Ellwangen, n. 1842 - Hannover, † 1899)

## Scrittori(2)
- Wilhelm Jordan, scrittore tedesco (Insterburg, n. 1819 - Francoforte sul Meno, † 1904)
- Robert Jordan, scrittore statunitense (Charleston, n. 1948 - Charleston, † 2007)

## Scrittrici(2)
- Helfrid Jordan, scrittrice svedese (n. 1902 - † 1985)
- Hillary Jordan, scrittrice statunitense (Dallas, n. 1963)

## Tenniste(2)
- Barbara Jordan, ex tennista statunitense (Milwaukee, n. 1957)
- Kathy Jordan, tennista statunitense (Bryn Mawr, n. 1959)

## Trovatori(1)
- Raimon Jordan, trovatore francese

## Wrestler(1)
- Orlando Jordan, ex wrestler statunitense (Salem, n. 1974)